# تبانی
تَبانی، توطئه، دسیسه، توطئه‌گری، دسیسه‌چینی، ساخت‌وپاخت، توافق پنهانی، هم‌دستی توافق بین دو یا چند نفر به طور سری و غیرقانونی و گاهی با فریب‌کاری، اغفال، کلاهبرداری علیه اشخاص ثالث یا جهت تضییع حقوق آنان است.